# Dragon Ball Final Bout
Dragon Ball Final Bout (ドラゴンボール ファイナルバウト Doragon Bōru Fainaru Bauto), conocido en América del Norte como Dragon Ball GT: Final Bout, es un videojuego del género de lucha en 3D, basado en el universo de Dragon Ball, para PlayStation en 1997. Es el primer juego de Dragon Ball que tiene gráficos completamente poligonales. Los personajes que aparecen abarcan el final de Dragon Ball Z y Dragon Ball GT. Fue el último juego de Dragon Ball para PlayStation, y también fue el primer juego en aparecer en Norteamérica con la licencia Dragon Ball.

## Modos de juego
- Modo Arcade: El jugador escoge un personaje y lucha contra la consola. El último enemigo es Baby Vegeta (Ozaru) o Goku (Supersaiyajin 4).
- Modo Batalla: Modo estándar, permite jugar uno o dos jugadores en combates libres.
- Modo Torneo: Permite participar en un torneo Tenkaichi Budōkai, contra la COM o contra otros jugadores.
- Modo Build Up: El jugador puede escoger un personaje y subir de nivel, superando todas las batallas. El personaje editado se guarda en la Memory card.
- Modo Entrenamiento: Permite practicar los movimientos del juego.

## Información
El juego fue lanzado tres meses antes de que terminara la emisión de GT. Tal vez por falta de tiempo, el título tuvo errores técnicos, sumado a la falta de un modo historia y la no inclusión de personajes importantes como Krilin, Dabura, Gotenks y el General Rilldo.
Junto a DBGT Transformation (2005; Gameboy Advance), es el único juego basado en GT.

## Personajes
| Héroes - Goku SSJ saga Buu - Goku GT Adulto base, adulto SSJ, niño base, niño SSJ, adulto nivel SSJ4 - Vegeta SSJ saga Buu - Vegetto SSJ - Gohan Místico - Trunks del futuro SSJ - Trunks GT Base y SSJ - Pan - Piccolo | Villanos - Freezer Forma final - Cell Perfecto - Majin Buu Versión Kid Buu - Baby Ozharu |